# Aegialites subopacus
Aegialites subopacus is een keversoort uit de familie platsnuitkevers (Salpingidae). De wetenschappelijke naam van de soort werd in 1918 gepubliceerd door Edwin Cooper Van Dyke.